# 小森善一
小森　善一（こもり よしかず、1902年3月30日 - 1990年9月15日）は、日本の実業家。小森コーポレーション社長を務めた。福井県福井市出身。

## 経歴・人物
1918年に福井高等工業学校機械科を卒業。上京を経て、1923年に小森印刷機械製作所(のちの小森コーポレーション)に入社した。1946年に株式会社への変更と同時に専務に就任し、1952年3月に社長に昇格し、1979年から相談役を務めた。
1965年に黄綬褒章を受章し、1972年に勲三等瑞宝章を受章した。
1990年9月15日心不全のために死去。88歳没。